# Thelotrema rugatulum
Thelotrema rugatulum är en lavart som beskrevs av Nyl. Thelotrema rugatulum ingår i släktet Thelotrema och familjen Graphidaceae.   Inga underarter finns listade i Catalogue of Life.